# Émile Chevé
Émile-Joseph-Maurice Chevé, född 31 maj 1804 i Douarnenez, Frankrike, död 21 augusti 1864, var en fransk musikteoretiker och musikpedagog.

## Biografi
Chevé skrev in sig vid marinkåren vid 16 års ålder och kvalificerade sig där för att bli läkare och kirurg. År 1835 återvände han till Paris och studerade medicin och matematik. Han deltog också en i kurs med Aimé Paris, som propagerade för ett system för notskrift han fått från Pierre Galin, men som ursprungligen uppfunnits av Jean-Jacques Rousseau. Han blev mycket intresserad av metoden, och när han till sist gifte sig med Paris syster Nanine, började han stödja metoden och utvecklade den tillsammans med Paris.
Han grundade en musikskola i Paris och från 1844 gav han mer än 150 kurser i metoden, som var blev känd som Galin-Paris-Chevé-metoden. Han gav också, tillsammans med sin fru, ut en serie läroböcker som användes vid skolor som École Normale Supérieure, École Polytechnique och Lycée Louis-le-Grand.
Hans son Amand Chevé förde hans intresse för systemet vidare. 
Enligt John Curwen det kom det till den engelsktalande världen, och fördes av Lowell Mason vidare till USA. Hundra år senare, anpassade den ungerska musikenpedagogen Zoltán Kodály  systemet till Kodálymetoden. Metoden, där man betecknar notintervaller med siffror, nådde även Sverige, där den dock slogs ut av den till Dillners psalmodikon anpassade sifferskriften.
Chevé är också far till poeten Émile-Frédéric-Maurice Chevé (1829 - 1897).